# Torneo WTA de Budapest 2021
El Hungarian Grand Prix 2021 fue un torneo de tenis que se jugó en arcilla y outdoor del 12 al 18 de julio de 2021. Fue la 24.ª edición del Budapest Grand Prix, y fue un torneo WTA 250 en el Tour 2021 de la WTA.

## Distribución de puntos
| Modalidad           | Campeona | Finalista | Semifinal | Cuartos de final | 2ª ronda | 1ª ronda | Clasificadas | 3ª ronda de clasificación | 2ª ronda de clasificación | 1ª ronda de clasificación |
| Individual femenino | 280      | 180       | 110       | 60               | 30       | 1        | 18           | 14                        | 10                        | 1                         |
| Dobles femenino     | 280      | 180       | 110       | 60               | 1        | -        | -            | -                         | -                         | -                         |

## Cabezas de serie

### Individuales femenino
| Tenista               | Ranking | Preclasificada |
| Yulia Putintseva      | 43      | 1              |
| Danielle Collins      | 48      | 2              |
| Bernarda Pera         | 74      | 3              |
| Irina-Camelia Begu    | 79      | 4              |
| Ana Bogdan            | 91      | 5              |
| Aliaksandra Sasnóvich | 100     | 6              |
| Viktoriya Tomova      | 104     | 7              |
| Sara Errani           | 105     | 8              |

- Ranking del 28 de junio de 2021.

### Dobles femenino
| Tenista                        | Ranking | Preclasificada |
| Anna Kalinskaya Yana Sizikova  | 202     | 1              |
| Tímea Babos Réka Luca Jani     | 223     | 2              |
| Anna Danilina Lidziya Marozava | 242     | 3              |
| Mayar Sherif Renata Voráčová   | 260     | 4              |

## Campeonas

### Individual femenino
Yulia Putintseva venció a  Anhelina Kalinina por 6-4, 6-0

### Dobles femenino
Mihaela Buzărnescu /  Fanny Stollár vencieron a  Aliona Bolsova /  Tamara Korpatsch por 6-4, 6-4